# Worczyn
Worczyn (ukr. Ворчин) – wieś na Ukrainie na terenie rejonu włodzimierskiego w obwodzie wołyńskim, liczy 112 mieszkańców.